# NGC 7560
NGC 7560 — двойная звезда в созвездии Рыбы.
Этот объект входит в число перечисленных в оригинальной редакции «Нового общего каталога».